# Ubisoft Ivory Tower
Ubisoft Ivory Tower es un estudio desarrollador de videojuegos francés con sede en Lyon. Fundado en 2007 por Ahmed Boukhelifa, Stephane Beley y Emmanuel Oualid, el estudio es propiedad de Ubisoft desde octubre de 2015. Se les conoce por la serie de videojuegos The Crew.

## Historia
El estudio fue fundado en 2007 por el director de operaciones Ahmed Boukhefila, el productor ejecutivo Stephane Beley y el director de finanzas Emmanuel Oualid. El equipo de desarrollo incluye miembros que anteriormente habían trabajado en Eden Games, que ya tenían experiencia desarrollando videojuegos. Ivory Tower lanzó su primer juego, The Crew, el 2 de diciembre de 2014. The Crew fue elogiado por los usuarios, especialmente por su amplio contenido, su enorme espacio manejable, la variedad de escenarios y su sistema de personalización. The Crew fue un éxito total, logrando vender más de 7 millones de copias un año después de su lanzamiento.
Tras el gran éxito de The Crew, Ubisoft adquirió Ivory Tower en octubre de 2015. En el momento de la adquisición, Ivory Tower contaba con una plantilla de 100 empleados y estaba desarrollando Wild Run, una expansión para The Crew.
Ubisoft Ivory Tower continuó desarrollando contenido para The Crew, lanzando varios DLCs con nuevos modos de juego, vehículos y mejorando algunos apartados.
En el E3 2017, Ubisoft anunció el segundo juego de Ubisoft Ivory Tower, The Crew 2, la secuela del The Crew original que salió a la venta el 28 de junio de 2018. The Crew 2 mejoró las características del primer The Crew, adaptando el sistema de progresión para dar aún más libertad de explorar el mapa y realizar misiones, junto con nuevos vehículos personalizables, escenarios y la posibilidad de manejar lanchas y aviones. El juego vendió 1 millón de copias al momento de su lanzamiento, superando el éxito que tuvo la primera entrega. En diciembre de 2019, Ubisoft Kiev pasó a llamarse Ubisoft Kyiv para adoptar la grafía ucraniana del nombre de la ciudad.
En 2023, se ha anunciado la nueva entrega de la franquicia, The Crew Motorfest, cuya salida al mercado se prevé para finales de este mismo año.

## Videojuegos desarrollados
| Año  | Título             | Plataformas                                                               |
| ---- | ------------------ | ------------------------------------------------------------------------- |
| 2014 | The Crew           | Microsoft Windows, Xbox 360, Xbox One, PlayStation 4, Amazon Luna         |
| 2018 | The Crew 2         | PlayStation 4, Xbox One, Microsoft Windows, Google Stadia                 |
| 2023 | The Crew Motorfest | PlayStation 5, PlayStation 4, S, Xbox One, Microsoft Windows, Amazon Luna |